# Auff!! (singolo)
Auff!! è un singolo promozionale del gruppo musicale italiano Management, pubblicato il 12 luglio 2012 da MArteLabel.

## Descrizione
Auff!! è il secondo singolo estratto dall'omonimo album di debutto del Management, pubblicato il 5 febbraio 2012. Scritto da Luca Romagnoli e composto da Marco Di Nardo, il brano è stato prodotto da Manuele "Max Stirner" Fusaroli insieme agli stessi membri del gruppo. Le registrazioni si sono svolte tra il giugno e l'ottobre del 2011 presso il Natural Head Quarter Studio di Ferrara.
Il testo cita personalità note dell'immaginario collettivo come Charles Baudelaire, Arthur Rimbaud, Edgar Allan Poe e Charles Bukowski, descrivendo un «Hiroshima provinciale» capace di superare le ipocrisie della società occidentale e il suo citazionismo acritico, in modo da permettere all'individuo di far emergere la propria individualità e il proprio potenziale.

## Video musicale
Il brano è accompagnato da un video musicale diretto da Davide Pompeo e presentato in anteprima su la Repubblica XL il 5 luglio 2012. Il videoclip mette in scena lo scontro tra due diverse linee di pensiero, quella dei «finti intellettuali» e quella dei «poeti provinciali», servendosi del tema del Doppelgänger per inscenare una partita a scacchi tra l'individuo e il suo alter ego ideale. Il video di Auff!! ha ricevuto una candidatura per il Premio Italiano Videoclip Indipendente ed è stato selezionato per il Premio Roma Videoclip.

## Classifiche
| Classifica (2012)     | Posizione massima |
| --------------------- | ----------------- |
| Italia (indipendenti) | 17                |